# 刘沈
劉沈（3世纪—304年），字道真，燕国蓟县（今北京市西南）人，中国西晋将軍，父亲劉岱。

## 生平
劉沈世为北方名族。年轻时在州郡仕官，博学好古。尊儒学敬愛賢人。290年左右，太保衛瓘辟为掾，领本邑燕国大中正。
广陽出身的霍原志高清廉，劉沈之父劉岱想要推荐他，在推荐之前去世。劉沈继承父亲的意志，推荐霍原为二品（九品中正制）。当時司徒不通过，劉沈上表申述。最終中書監張華同意了劉沈的表章。張華后来陷于冤罪，劉沈替张华申冤昭雪，論旨明峻，当時被人称赞。
301年，齐王司馬冏辅政，招聘劉沈为左長史，昇進侍中。同年，李特、李流在蜀地反蜀，晋惠帝下詔劉沈以侍中假節，統率益州刺史羅尚、梁州刺史許雄討伐。发兵入長安，河間王司馬顒留劉沈为軍司，派遣席薳代替他到益州。後劉沈兼任雍州刺史。
303年，張昌在江夏反晋，晋惠帝下詔命劉沈率州兵一万人、征西府兵五千人出藍田关討伐張昌，司馬顒拒絶。劉沈按自己的意思率州兵出藍田，司馬顒强行剥夺了他的部众。後来長沙王司馬乂命劉沈率武官四百人归还雍州。
八月，司馬顒起兵討伐司馬乂，都督張方率精兵七万从函谷关攻打洛陽。十一月，司馬王瑚、驃騎主簿祖逖劝司馬乂：「雍州刺史劉沈忠義勇敢果毅。雍州之兵足以牽制河間。可以让劉沈领兵在長安攻打司馬顒，張方必定撤退救援」。司馬乂听从。下詔、劉沈接到诏书，用快马向雍州各郡发布檄文，各郡大多起兵响应。刘沈率七郡兵士塢壁甲士一共一万多人，以安定郡太守衛博、新平郡太守張光、安定功曹皇甫澹为先鋒，进发长安。
304年正月，司馬顒屯駐鄭县高平亭作为張方軍後援，听说劉沈举兵，于是回到渭城固守。派督護虞夔率领步骑騎兵一万余人，在好畤迎战劉沈。劉沈从新平進兵击败虞夔。司馬顒恐惧不安，退入长安，急召張方从洛陽回来。
劉沈渡渭水築砦，司馬顒派軍幾度战败。劉沈乘勝利而攻，派安定太守衛博、功曹皇甫澹率精鋭兵五千攻入長安門。奋力战斗，直至司馬顒的军帐前。刘沈自己带的兵来晚了，司馬顒軍见皇甫澹没有後軍，士气倍增。冯翊太守张辅率兵救援司馬顒，側面攻打皇甫澹。在府門激战、衛博父子都被战死，生擒皇甫澹。司馬顒感慨皇甫澹勇壮，想要让他活命，皇甫澹不肯屈服，于是被处死。劉沈軍敗北，率敗兵撤退回軍营。
从洛陽回来的張方派遣属下敦偉夜襲刘沈，劉沈軍的军队惊慌而溃散。劉沈与部下一百余人向南逃走，被陳倉县令擒获。刘沈对司马颙说：“朋友知己之间的恩惠微小，三節（父、師、君）恩义重大，我不能违反天子的诏令，衡量强弱势力苟全性命。我在投袂行动的时候，就料到性命一定不保，因此葅醢（剁成肉酱）的酷刑，对我来说如同品尝荠菜一样甘甜。”辞义慷慨，见者哀痛。激怒的司馬顒鞭打劉沈，后又将他腰斩。新平太守江夏人张光多次为刘沈出谋划策，司马颙抓住他而诘问，张光说：“刘沈没有采纳我的计策，所以使得大王您得以有今天！”司马颙认为他壮烈，带他一起参加盛宴，表奏他为右司马。有识者认为司馬顒刃向皇帝的忠義之士，知其灭亡不久。

## 延伸阅读
[在维基数据编辑]
 《晉書·卷089》，出自房玄齡《晉書》